# Мюнхен-Пазінг
48°09′00″ пн. ш. 11°27′41″ сх. д. / 48.15° пн. ш. 11.461388888889° сх. д.
Мюнхен-Пазінг (нім. Bahnhof München-Pasing, нім. Pasing) — залізнична станція міста Мюнхен. Великий вузол залізничного та громадського транспорту. Залізнична станція офіційно називається нім. Bahnhof München-Pasing, зупинки громадського транспорту (зокрема і міської електрички S Bahn) — нім. Pasing.
Розташована в районі Пазінг на заході Мюнхена, має дев'ять платформних пасажирських колій і п'ять безплатформних наскрізних колій, що перетинають станцію зі південного сходу-сходу на захід-північний захід. На захід від вокзалу розташоване депо для забезпечення поїздів до Мюнхен-Головний, а на схід — вантажна станція.
У 2019 році вокзал Мюнхен-Пазінг щодня приймав до 139  000 пасажирів і відвідувачів щодня, це одна з 20 найбільш відвідуваних станцій у мережі Deutsche Bahn та один із найбільших вокзалів у Баварії.

## Транспортне сполучення
У Пасінгу розподіляються маршрути, що ведуть від центрального вокзалу Мюнхена на захід і південний захід. Усі маршрути повністю електрифіковані та двоколійні. У напрямку Гаутінга та Маммендорфа окремі маршрути проходять паралельно маршрутам регіонального та міжміського транспорту та використовуються S-Bahn. Через станцію проходять або тут починаються такі залізничні маршрути:
- Мюнхен–Аугсбург
- Мюнхен-Пазінг-Бухлое
- Мюнхен–Гарміш-Партенкірхен
- Головний вокзал Мюнхена – Мюнхен-Пазінг (головна лінія S-Bahn)
- Мюнхен-Пазінг–Гершинг
- Міст Мюнхен-Пазінг-Мюнхен Фріденхаймер (частина Зендлінгер-Спандж)

### Громадський транспорт
| Лінія | Маршрут | Частота | Частота в Година пік |
| ----- | --- | ------- | -------------------- |
| S3    | Маммендорф – Malching – Maisach – Gernlinden – Esting – Olching – Gröbenzell – Lochhausen – Langwied – Пазінг – Лайм – Хіршгартен – Доннерсбергербрюке – Хакербрюке – Головний вокзал – Karlsplatz (Stachus) – Marienplatz – Isartor – Rosenheimer Platz – Східний вокзал – St.-Martin-Straße – Giesing – Fasangarten – Fasanenpark – Unterhaching – Taufkirchen – Furth – Дайзенгофен – Заурлах – Оттерфінг – Гольцкірхен                                                                                     | 20 хв   | 10 хв                |
| S4    | Geltendorf – Türkenfeld – (Grafrath – Schöngeising –) Buchenau – Fürstenfeldbruck – Eichenau – Puchheim – Aubing – Leienfelsstraße – Пазінг – Лайм – Хіршгартен – Доннерсбергербрюке – Hackerbrücke – Головний вокзал – Karlsplatz (Stachus) – Marienplatz – Isartor – Rosenheimer Platz – Східний вокзал – Leuchtenbergring – Berg am Laim – Trudering – Gronsdorf – Haar – Vaterstetten – Baldham – Zorneding – Eglharting – Kirchseeon – Grafing Bahnhof (– Grafing Stadt – Ebersberg)                      | 20 хв   | 10 хв                |
| S6    | Tutzing – Feldafing – Possenhofen – Starnberg – Starnberg Nord – Gauting – Stockdorf – Planegg – Gräfelfing – Lochham – Westkreuz – Пазінг – Лайм – Хіршгартен – Доннерсбергербрюке – Hackerbrücke – Головний вокзал – Karlsplatz (Stachus) – Marienplatz – Isartor – Rosenheimer Platz – Східний вокзал – Leuchtenbergring – Berg am Laim – Trudering – Gronsdorf – Haar – Vaterstetten – Baldham – Zorneding – Eglharting – Kirchseeon – Grafing Bahnhof – Grafing Stadt – Ebersberg                         | 20 хв   | 10 хв                |
| S8    | Herrsching – Seefeld-Hechendorf – Steinebach – Weßling – Neugilching – Gilching-Argelsried – Geisenbrunn – Germering-Unterpfaffenhofen – Harthaus – Freiham – Neuaubing – Westkreuz – Пазінг – Лайм – Хіршгартен – Доннерсбергербрюке – Hackerbrücke – Головний вокзал – Karlsplatz (Stachus) – Marienplatz – Isartor – Rosenheimer Platz – Східний вокзал – Leuchtenbergring – Daglfing – Englschalking – Johanneskirchen – Unterföhring – Ismaning – Hallbergmoos – Flughafen Besucherpark – Аеропорт Мюнхен | 20 хв   | 10 хв                |
| S20   | Geltendorf – Türkenfeld – Grafrath – Schöngeising – Buchenau – Fürstenfeldbruck – Eichenau – Puchheim – Aubing – Leienfelsstraße – Пазінг – Heimeranplatz – Mittersendling – Siemenswerke – Зольн – Großhesselohe Isartalbahnhof – Pullach – Höllriegelskreuth | –       | 60 хв                |

### Регіональний транспорт
Численні поїзди регіональні експреси і регіональні поїзди, що регулярно зупиняються в Пасінгу, пропонують пряме сполучення з Міттенвальдом, Гарміш-Партенкірхеном, Вайльгаймом-ін-Обербаєрн, Меммінгеном, Кемптеном, Оберстдорфом, Ліндау та Аугсбургом.
Крім того, деякі поїзди зупиняються у відповідних кінцевих точках ліній міської залізниці та на вибраних інших станціях міської залізниці (наприклад, Штарнберг/S6).